# سيسيوماجيوري
سيسيوماجيوري (بالإيطالية: Cesiomaggiore)‏ هي بلدية في منطقة فنيتة الإيطالية، وتقع على بعد 80 كيلومترًا (50 ميلًا) شمال غرب مدينة البندقية و20 كيلومترًا (12 ميلًا) جنوب غرب بلونة.